# June Lindsey
June M. Lindsey (Doncaster, Inglaterra, Reino Unido, 7 de junio de 1922 - Ottawa, Ontario, Canadá, 4 de noviembre de 2021), también conocida por su nombre de soltera, June Broomhead, fue una bioquímica, física y cristalógrafa británico-canadiense. Elucidó las estructuras de las adenina y guanina. Su descripción de los enlaces de hidrógeno intramoleculares en los cristales de adenina fue fundamental para la determinación  de la estructura de doble hélice del ADN por Watson y Crick.

## Biografía
Inició estudios en la Universidad de Cambridge en 1941. Completó los cursos necesarios para el grado de licenciada en 1944, pero no obtuvo su título hasta 1998, puesto que Cambridge no concedía títulos de pregrado a las mujeres antes de 1948. La Segunda Guerra Mundial la obligó a dejar su carrera investigadora y pasó dos años enseñando ciencias en una escuela. Regresó a Cambridge en 1946 y obtuvo un doctorado en 1948.
Durante su carrera temprana, determinó la estructura cristalina de un complejo de adenina y guanina  y analizó la forma y las dimensiones de las dos subunidades nitrogenadas del ADN. Concluyó  que las nucleobases complementarias están unidas por enlaces de hidrógeno. Watson y Crick utilizaron los resultados de su trabajo, en particular la predicción sobre los enlaces de hidrógeno entre bases complementarias, para construir su modelo del ADN, sin embargo no reconocieron las contribuciones de Lindsey.
Después de graduarse, se trasladó a la Universidad de Oxford con una beca de posgrado y trabajó con Dorothy Hodgkin en la investigación de la vitamina B12. Se mudó a Canadá en 1951 con su esposo, George, un físico canadiense. En Ottawa, trabajó en el Consejo Nacional de Investigación, donde estudió la estructura de la codeína y la morfina. Lindsey tuvo que abandonar su carrera en la cristalografía cuando a su esposo lo destinaron a Montreal, que entonces carecía de un laboratorio donde se usara esta técnica, y se dedicó al cuidado de sus dos hijos, Jane and Robin.